# Doctor Maxwell's Experiment
Doctor Maxwell's Experiment è un cortometraggio muto del 1913 diretto da Arthur V. Johnson e prodotto dalla Lubin.

## Trama
Un malvivente si trasforma in uomo onesto in seguito a un intervento chirurgico.

## Produzione
Il film fu prodotto dalla Lubin Manufacturing Company.

## Distribuzione
Distribuito dalla General Film Company, il film - un cortometraggio in una bobina - uscì nelle sale statunitensi il 28 febbraio 1913.